# Blue Lagoon (band)

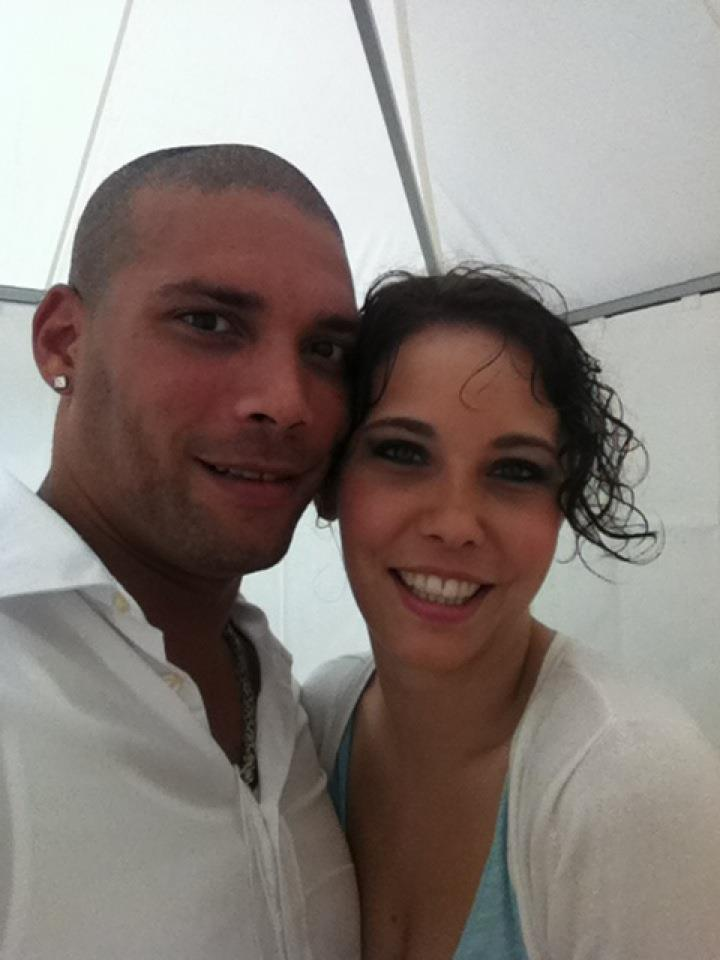
Blue Lagoon

Blue Lagoon is een Duitse band opgericht in 2004 door Feliz Gauder, een Duitse producer. De band bestaat uit zangeres Estrella en zanger-rapper David O'Joseph.
De eerste single die werd uitgebracht was het nummer Break My Stride, een cover van het gelijknamige nummer van Matthew Wilder, dat een wereldwijde hit werd. De opvolger was Do You Really Want to Hurt Me, een cover van het gelijknamige nummer van Culture Club, dat eveneens een hit werd.
In 2005 volgde het album Club Lagoon met beide singles en ook eigen werk.
In 2007 verscheen het tweede album getiteld Sentimental Fools, met de twee singles Isle of Paradise 2007 en de nieuwe single What becomes of the broken hearted.
In Nederland bleef het succes enigszins achter; het nummer Break My Stride en de volgende nummers werden in Nederland nooit uitgebracht.

## Prijzen
- Germany's Top Music Award
- Best Dance Song 2004
- Beste zomerhit 2004